# 鹿児島地域振興局
| 鹿児島地域振興局管内のデータ |                                                |
| 面積                         | 1045.0 km2 （全県比：11.4%） （2010年10月1日） |
| 国勢調査                     | 688,887 人 （全県比：40.4%） （2010年10月1日） |
| 推計人口                     | 654,284 人 （全県比：42.8%） （2025年2月1日）  |

| 鹿児島地域 南薩地域 北薩地域 | 姶良・伊佐地域 大隅地域 熊毛地域 |

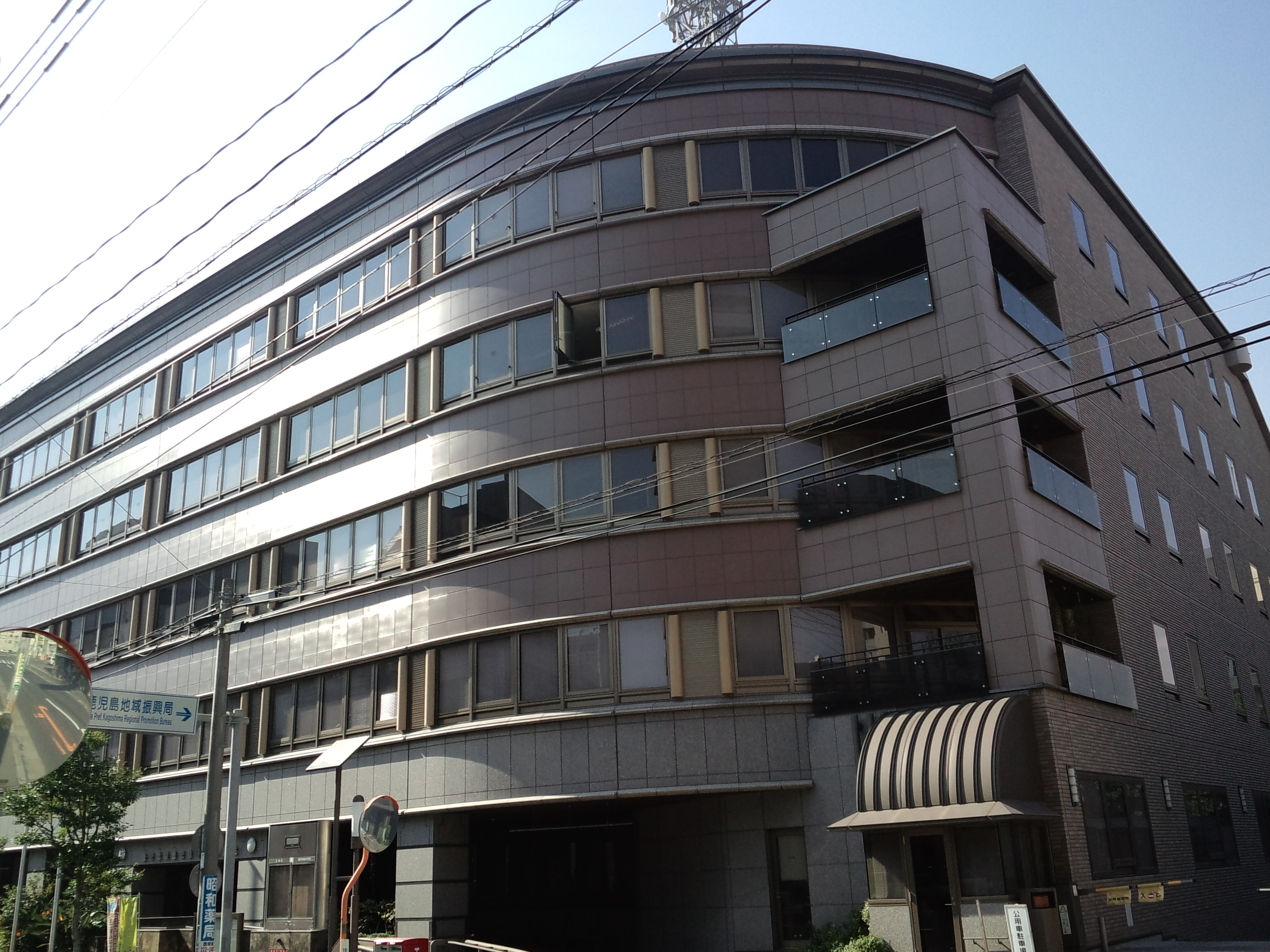
鹿児島地域振興局本庁舎

鹿児島県 地域区分図 (※屋久島以北)
鹿児島地域
南薩地域
北薩地域
姶良・伊佐地域
大隅地域
熊毛地域
（濃色が市部、淡色が郡部）

鹿児島地域振興局（かごしまちいきしんこうきょく）は、鹿児島県鹿児島市にある県の出先機関（支庁）である。2007年4月1日の出先機関改編により設置された。
管轄地域は、県庁所在地である鹿児島市の他、日置市、いちき串木野市の3市と、三島村、十島村の2村。
県内の振興局・支庁の中では最も人口が多く、県の総人口の約4割を占める。
なお、総務企画部の自動車税課については、本振興局の組織ではあるものの、所管区域は県内全域に及ぶ（昭和35年鹿児島県規則第122号「鹿児島県行政組織規則」）。

## 所在地
- 鹿児島地域振興局本庁舎 - 〒892-8520鹿児島市小川町3-56
  - 総務企画部（自動車税課除く）・農林水産部・建設部
  - 鹿児島教育事務所
- 鹿児島地域振興局第二庁舎 - 〒891-0197鹿児島市谷山港二丁目5-1
  - 総務企画部自動車税課
- 鹿児島地域振興局日置庁舎 - 〒899-2501日置市伊集院町下谷口1960-1
  - 保健福祉環境部・農林水産部農政普及課日置市駐在・建設部土木建築課日置市駐在

## 組織
- 局長
  - 次長
  - 総務企画部
    - 総務企画課
    - 県税管理課
    - 課税課
    - 納税課
    - 自動車税課

  - 保健福祉環境部（伊集院保健所）
    - 健康企画課
    - 地域保健福祉課

  - 農林水産部
    - 農林水産総務課
    - 農政普及課
      - 農政普及課日置市駐在

    - 農村整備課
    - 林務水産課

  - 建設部
    - 建設総務課
    - 土木建築課
      - 土木建築課日置市駐在

    - 河川港湾課
- 県教育庁関係
  - 鹿児島教育事務所
    - 総務課
    - 指導課

## 他の振興局・支庁
- 北薩地域振興局
- 南薩地域振興局
- 姶良・伊佐地域振興局
- 大隅地域振興局
- 熊毛支庁
- 大島支庁